# Metal Gear 2: Solid Snake
 (mars 2017).
Si vous disposez d'ouvrages ou d'articles de référence ou si vous connaissez des sites web de qualité traitant du thème abordé ici, merci de compléter l'article en donnant les références utiles à sa vérifiabilité et en les liant à la section « Notes et références ».
Metal Gear 2: Solid Snake (ソリッドスネークメタルギア２, Metaru Gia Tsū Soriddo Sunēku) est un jeu vidéo d'action-infiltration conçu par Hideo Kojima, développé et édité par Konami en 1990 sur MSX2.
Deuxième épisode de la série Metal Gear, le jeu fait suite à Metal Gear (1987) et précède Metal Gear Solid (1998) .
La cartouche de la version MSX2, comporte un processeur sonore Konami SCC.

## Synopsis
L'histoire se déroule en 1999, à Zanzibar Land, une nation d'Asie centrale contrôlé par un groupe de mercenaires. Dans un contexte de crise énergétique mondiale, le biologiste Kio Marv, inventeur de OILIX, une algue qui promet de révolutionner l'industrie pétrolière, est enlevé et fait prisonnier dans une place forte à Zanzibar. Le colonel Roy Campbell, commandant de l'unité de forces spéciales Fox Hound, rappelle Solid Snake au service pour aller délivrer le scientifique.

## Univers de jeu

### Résumé de l'histoire
Préambule
À la fin des années 1990, le monde emprunte le chemin d'une paix stable et durable. Les relations entre les superpuissances de la Guerre froide se sont améliorées et le désarmement nucléaire est en bonne voie. Néanmoins, les réserves pétrolières atteignent des niveaux critiques et l'économie mondiale est secouée par une crise énergétique. Dans ce contexte, l'invention d'un biotechnologiste tchèque va souffler un vent d'espoir. L'OILIX est une algue révolutionnaire capable de synthétiser un hydrocarbure de haute densité et pour un coût dérisoire. Mais alors que l'invention vient seulement d'être dévoilée, son inventeur, le Dr. Kio Marv, se fait enlever par des agents de Zanzibar Land. Petit pays d'Asie centrale gouverné par la junte militaire, Zanzibar compte ajouter l'OILIX à son arsenal militaire pour renverser le nouvel ordre mondial.
Operation Intrude F014
Fox Hound, une unité de forces spéciales américaine secrète, et son nouveau commandant en chef, le colonel Roy Campbell, rappelle au service l'agent Solid Snake, qui s'était brillamment accompli il y a quatre ans à Outer Heaven. La mission de Snake — nom de code : « Operation Intrude F014 » — consiste à infiltrer Zanzibar Land pour délivrer le Dr. Kio Marv et récupérer les données relatives à l'OILIX.
Solid Snake infiltre la base où est retenu prisonnier le Dr. Marv. Il entre en contact avec Holly White, une agent américaine de la CIA infiltrée à Zanzibar depuis un mois, qui lui fournit de précieux renseignements sur les lieux. Alors qu'il pense avoir mis la main sur le scientifique, Snake se retrouve confronté à une ancienne connaissance, Kyle Schneider, ancien chef de la résistance à Outer Heaven. Avant de mourir, Schneider met Snake sur la piste du gardien de cellule de Drago Pettrovich Madnar, l'inventeur du Metal Gear, fait prisonnier à Zanzibar en même temps que le Dr. Marv. Snake parvient à entrer en contact avec Madnar, qui lui explique avoir été contraint de reprendre le développement du Metal Gear. Il lui dit aussi que Big Boss, l'ex-commandant de Fox Hound et l'instigateur de Outer Heaven, est à la tête de Zanzibar. Snake fait route vers une tour plus au nord. En chemin, il reçoit une transmission d'un « admirateur » anonyme, qui l'appellera désormais régulièrement pour le mettre en garde contre les pièges qui l'attendent.
Arrivé à la tour, Snake délivre Holly White qui venait d'être arrêtée. Il entre en communication avec le Dr Kio Marv mais, ne parlant pas un mot de tchèque, il va devoir trouver une interprète. Il part à la recherche de Gustava Heffner, une espionne tchèque du StB qui escortait le scientifique lors du détournement de leur avion. Avec l'aide de la jeune femme, il délivre Madnar puis font tous trois route vers le nord, en direction d'une prison où est retenu le Dr. Marv. En chemin, Gustava livre son passé à Snake : son amour perdu à l'Ouest, son statut de refuznik... Quelques minutes plus tard, au moment de traverser un petit pont au-dessus d'une faille, un missile s'abat sur l'édifice. Gustava succombe à l'explosion tandis que Madnar est une nouvelle fois fait prisonnier. Gray Fox, l'ancien membre illustre de Fox Hound, apparaît aux commandes du Metal Gear D : il exhorte Snake à abandonner sa mission.
Snake parvient à traverser la faille en se jetant du 20e étage de la tour en deltaplane. Il progresse vers le nord et infiltre la prison. Dans la cellule du Dr. Kio Marv, il retrouve Madnar au côté du corps sans vie du scientifique. Malgré des marques de strangulation, Madnar affirme que le scientifique a succombé à un arrêt cardiaque. Au même instant, Snake reçoit un appel de Holly White qui l'informe que Madnar est en réalité partie prenante des mercenaires. Madnar se jette sur Snake et tente de l'étrangler... Mal lui prend. Madnar avait été banni par la communauté scientifique qui rejetait ses théories extrémistes et collaborait depuis avec Big Boss afin de pouvoir développer le projet Metal Gear. Il convoitait également les travaux du Dr. Marv et avait fourni les renseignements nécessaires à son enlèvement. Snake récupère les microfilms contenant les données de l'OILIX, cachées dans une cartouche de jeu MSX...
Snake doit maintenant faire face au Metal Gear D piloté par Gray Fox. Snake détruit l'engin et affronte Gray Fox dans un combat à main nue fratricide au milieu d'un champ de mines. Avant de mourir, Gray Fox révèle être l'« admirateur » anonyme des appels. Il s'était rallié à Big Boss qui lui avait par deux fois sauvé la vie. Il méprisait les « politicards » depuis que l'administration avait refusé la demande d'asile de son amour de l'Est. Elle s'appelait Gustava... Au loin, une voix familière appelle Snake : c'est Big Boss qui l'attend. Le « Mercenaire Légendaire » lui explique vouloir engendrer un monde rythmé par les conflits, un monde où les soldats tels que lui et Snake auraient toujours leur place. Avant d'engager le duel, Big Boss assène ces derniers mots : « Qu'importe le vainqueur, notre combat n'a pas de fin. Le vaincu est enfin libre de quitter le champ de bataille, mais le vainqueur est condamné à y errer pour toujours. Et ce survivant ne pourra que vivre une vie de combattant, jusqu'à ce qu'enfin, il ne périsse aussi,. » Désarmé, Snake se confectionne un lance-flammes de fortune et envoie Big Boss en enfer. « Snake ce n'est pas terminé. Pas encore terminé... » Snake retrouve Holly White avec qui il quitte la base et s'enfonce dans la jungle où ils sont exfiltrés par hélicoptère.
Les dernières paroles de Big Boss résonnent dans la mémoire de Snake. Alors, dans le paysage enneigé et étouffé de l'Alaska, Snake s'éloigne. Seul,.

### Personnages
Note : Entre parenthèses, le nom du personnage dans la version originale, avant révision.
- Solid Snake
- Roy Campbell est le commandant de Fox Hound.
- Holly White est une agent américaine de la CIA qui s'est infiltrée à Zanzibar Land en se faisant passer pour une journaliste.
- Kio Marv est scientifique tchèque spécialisé en biotechnologie. Inventeur de OILIX, une micro-organisme révolutionnaire, il a été enlevé et est retenu à Zanzibar.
- Drago Pettrovich Madnar est un scientifique spécialiste en robotechnologie et l'inventeur du Metal Gear TX-55.
- George Kasler (Kessler) est un vétéran et ex-stratège de l'unité Fox Hound.
- Johan Jacobsen (Yozef Norden) est un zoologiste. C'est une ancienne connaissance de Madnar.
- McDonnell Miller est instructeur de survie pour Fox Hound.
- Gustava Heffner (Natasha Marcova) est une ancienne athlète tchèque, médaillée olympique de patinage artistique aux Jeux de Calgary, reconvertie en espionne du StB. Elle escortait Kio Marv lorsque leur avion a été détourné jusqu'à Zanzibar.
- Gray Fox, alias Frank Jaeger, est un ancien membre illustre de Fox Hound.
- Big Boss, mercenaire au statut mythique, il a formé la nation de Zanzibar pour créer un monde où règne le conflit.

### Boss
Note : Entre parenthèses, le nom du personnage dans la version originale, avant révision.
1. Black Ninja (Black Color), alias Kyle Schneider, un ancien membre des forces spéciales de l'équipe de recherche aux environnements extra-terrestres de la NASA. En 1995, il était le chef de la résistance à Outer Heaven. Laissé pour mort, il a été sauvé par Big Boss et s'est rallié à sa cause à la suite de la campagne de bombardement massif déclenché par les pays de l'OTAN sur Outer Heaven.
2. Running Man, l'un des mercenaires les plus rapides au monde.
3. Hind-D
4. Red Blaster, tueur d'élite, spécialiste en lancer de grenades.
5. Four Horsemen (Ultra Box), quatre assassins experts qui agissent dans les espaces confinés.
6. Jungle Evil (Predator), un maître en embuscade. C'est un allié de Big Boss.
7. Night Fright (Night Sight), le dernier membre de The Whispers, un groupe de guérilleros légendaires.
8. Metal Gear D
9. Gray Fox
10. Big Boss

### Zanzibar Land
Zanzibar Land est une petite nation d'Asie centrale, située entre l'ex-URSS, la Chine et le Moyen-Orient. Régie par un groupe de minorité ethnique, le pays a obtenu son indépendance en 1997 au grand dam des blocs de l'Est et de l'Ouest grâce à l'action de mercenaires du monde entier. Les événements, décrits comme la « Guerre des Mercenaires », ont influencé toute une génération de mercenaires qui font de la guerre un business.

## Musique
| Metal Gear 2: Solid Snake OST |
| --- |
| - Compositeurs : Konami Kukeiha Club - Label : King Records - Date de sortie : 1991 - Référence : KICA-7501 1. Theme of Solid Snake 2. Zanzibar Breeze 3. A Notice 4. First Instruction 5. Frequency 6. Level 3 Warning 7. Return to Dust 8. Killers 9. Tears 10. The Front Line 11. Chasing the Green Beret 12. Shallow 13. Battle Against Time 14. Advance Immediately 15. Mechanic 16. Imminent 17. Night Fall 18. Level 1 Warning 19. An Advance 20. Reprieve of the Doctor 21. Natasha's Death 22. Zanzibarland National Anthem 23. Swing, Swing ~ “A” Jam Blues 24. Zanzibarland National Anthem 25. Under the Cloud of Darkness 26. Fight Into Enemy Territory 27. Infiltration 28. In Security 29. Wavelet 30. Big Boss 31. Spiral 32. Escape 33. Return 34. Red Sun 35. Farewell 36. Afterimage 37. Disposable Life |

La musique de jeu est composé par différents membres de la « Konami Kukeiha Club », notamment par Masahiro Ikariko (alias Ika-Chan). La bande-son, composée de 37 morceaux au total, est citée comme un point fort du jeu. On retrouve différents titres dans les compilations Metal Gear, Metal Gear 2: Music Collection (1998) et dans Metal Gear >> Solid Snake: Music Compilation of Hideo Kojima / Red Disc (1998, versions réarrangées) qui intègrent aussi des morceaux du premier opus. Certains titres sont également présents dans Metal Gear Solid : Missions spéciales en versions remixées.

## Équipe de développement
- Game design : Hideo Kojima
- Scénario : Hideo Kojima
- Programmation : Isao Akada, Toshinari Oka, Hiroyuki Fukui
- Graphismes : Shuko Iwamoto (Shuko Fukui), Tomohiro Hishio, Tae Yabu, Yoshihiko Ohta
- Mechanical design : Tomohiro Nishio
- Effets sonores : Kazuhiko Uehara
- Musiques : Masahiro Ikariko, Mutsuhiko Izumi, Mutsuhiko Izumi, Tomoya Kurahashi, Tomoya Tomita, Kazuhiko Uehara, Yuji Takehouchi, Tsuyoshi Sekito
- Logo design : Haoki Satoh
- Modeling : Tomohiro Hishio
- Illustration : Yoshiyuki Takani

## À noter
Metal Gear et Metal Gear 2: Solid Snake sont disponibles en version française dans le jeu Metal Gear Solid 3: Subsistence, sur PlayStation 2. 
Les deux versions MSX 2 sont aussi disponibles en français dans les coffrets Metal Gear Solid: HD Collection sorti sur Playstation 3, PlayStation Vita et Xbox 360 et Metal Gear Solid: The legacy collection sorti exclusivement sur Playstation 3.